# Pietro Doria
Pietro Doria, död 1380, var en genuesisk ädling, bror till Luciano Doria och dennes efterträdare som amiral. 
Han lyckades 1379 att bemäktiga sig Chioggia, men blev där instängd av Vettor Pisani i spetsen för Venedigs sjömakt. Doria avvisade alla fredsanbud och stupade följande år för en kanonkula, varefter hans flotta kapitulerade.